# Jurinella debitrix
Jurinella debitrix là một loài ruồi trong họ Tachinidae.